# Селонже
Селонже́ (фр. Selongey) — коммуна во Франции, находится в регионе Бургундия. Департамент коммуны — Кот-д’Ор. Входит в состав кантона Селонже. Округ коммуны — Дижон.
Код INSEE коммуны — 21599.

## Население
Население коммуны на 2010 год составляло 2410 человек.
| 1962 | 1968 | 1975 | 1982 | 1990 | 1999 | 2010 |
| ---- | ---- | ---- | ---- | ---- | ---- | ---- |
| 1732 | 2102 | 2363 | 2519 | 2386 | 2233 | 2410 |

## Экономика
В 2010 году среди 1494 человек трудоспособного возраста (15—64 лет) 1102 были экономически активными, 392 — неактивными (показатель активности — 73,8 %, в 1999 году было 71,6 %). Из 1102 активных жителей работали 979 человек (505 мужчин и 474 женщины), безработных было 123 (63 мужчины и 60 женщин). Среди 392 неактивных 128 человек были учениками или студентами, 172 — пенсионерами, 92 были неактивными по другим причинам.

## Известные уроженцы и жители
- Легрос, Альфонс (1837—1911) — франко-британский художник.